# Fotocátodo

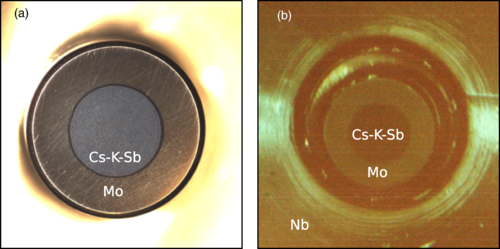
Fotocátodo de Cs-K-Sb en una base de Molibdeno (a) después de su desarrollo en la cámara y (b) después de ser transferidos al fotoinyector.

Un Fotocátodo es un dispositivo sensible a la luz formado por una capa de una sustancia metálica como el cesio, sodio o antimonio sobre una base de cuarzo o vidrio y que descarga electrones cuando se expone a cierto nivel de luminosidad.
Los electrones de la capa metálica absorben la energía de los fotones y la remiten hacia, por ejemplo, una emulsión fotográfica. Este proceso se denomina fotoemisión. El número de electrones emitidos por el fotocátodo es directamente proporcional a la cantidad de luz que incide en él. Por lo tanto, el número de electrones es directamente proporcional a la cantidad de Rayos X incidentes.
Estos dispositivos se utilizan en la construcción de intensificadores de imagen y de cámaras de televisión.
- Datos: Q1891923